# Mangifera altissima
Mangifera altissima este o specie din familia Anacardiaceae. Arealul ei de raspândire se întinde din Indonezia, Malaezia, până in Papua Noua Guinee, Filipine și Insulele Solomon, fiind amenințată de pierderea habitatului.